# Ruby Blue (album)
| Recensione           | Giudizio |
| -------------------- | -------- |
| AllMusic             |          |
| Entertainment Weekly | A-       |
| The Guardian         |          |
| Pitchfork            | 84/100   |
| PopMatters           |          |

Ruby Blue è il primo album da solista di Róisín Murphy, ex cantante dei Moloko, pubblicato nel 2005 in Europa e nel 2006 negli Stati Uniti.  

## Canzoni
Tutte le musiche e tutti i testi sono stati scritti da Róisín Murphy e Matthew Herbert
1. Leaving the City - 4:49
2. Sinking Feeling – 3:32
3. Night of the Dancing Flame – 3:26
4. Through Time – 5:58
5. Sow into You – 3:56
6. Dear Diary – 5:50
7. If We're in Love – 4:31
8. Ramalama (Bang Bang) – 3:35
9. Ruby Blue– 2:48
10. Off on It – 5:22
11. Prelude to Love in the Making – 0:53
12. The Closing of the Doors – 3:29

## Formazione
- Róisín Murphy – voce
- David O'Higgins – sassofono
- Geoff Smith – dulcimer, batteria
- Max de Wardener – basso elettrico, basso acustico
- Phil Parnell – pianoforte, sintetizzatore
- Peter Wraight – flauto, tromba, flicorno soprano
- Trevor Mires – trombone

Produzione
- Matthew Herbert, Róisín Murphy – produzione
- Alex Smith, Alexis Smith – assistenti ingegneri del suono
- Mandy Parnell – mastering

## Curiosità
La copertina dell'album è un quadro del pittore britannico Simon Henwood, il quale ha realizzato una serie di quadri dedicati a Róisín che sono stati usati anche come copertina per gli EP e i singoli della cantante. Quando i responsabili della ECHO espressero la loro perplessità davanti alla scelta di un dipinto come copertina dell'album, Róisín rispose sarcasticamente "Oh, scusate, devo aver lasciato la copertina buona nel bagagliaio dell'auto".

## Uso nei media
Molte delle canzoni contenute in questo album sono state usate all'interno della serie televisiva americana Grey's Anatomy. Inoltre la canzone che dà il titolo all'album è stata usata come sigla della trasmissione televisiva Very Victoria di Victoria Cabello.

## Classifiche
| Classifica (2005) | Posizione massima |
| ----------------- | ----------------- |
| Austria           | 50                |
| Belgio (Fiandre)  | 7                 |
| Belgio (Vallonia) | 63                |
| Finlandia         | 29                |
| Germania          | 43                |
| Paesi Bassi       | 49                |
| Regno Unito       | 88                |
| Svizzera          | 43                |